# Haltdalen (przystanek kolejowy)
Haltdalen – kolejowy przystanek osobowy w Haltdalen, w regionie Trøndelag w Norwegii, jest oddalonay od Oslo Sentralstasjon o 453,85 km. Przystanek nie jest zelektryfikowany. Znajduje się na wysokości 300,5 m n.p.m.

## Ruch pasażerski
Należy do linii Rørosbanen, Jest elementem kolei aglomeracyjnej w Trondheim i obsługuje lokalny ruch do Røros, Trondheim S i Steinkjer. W ciągu dnia odchodzi z niej ok. 6 pociągów.

## Obsługa pasażerów
Poczekalnia, parking, WC. Odprawa podróżnych odbywa się w pociągu.